# Gobernación de Shabwah
La gobernación de Shabwah (en árabe: شبوة) es uno de los estados de Yemen.
- Datos: Q328180
- Multimedia: Shabwah Governorate / Q328180